# اندرو سیمپسون

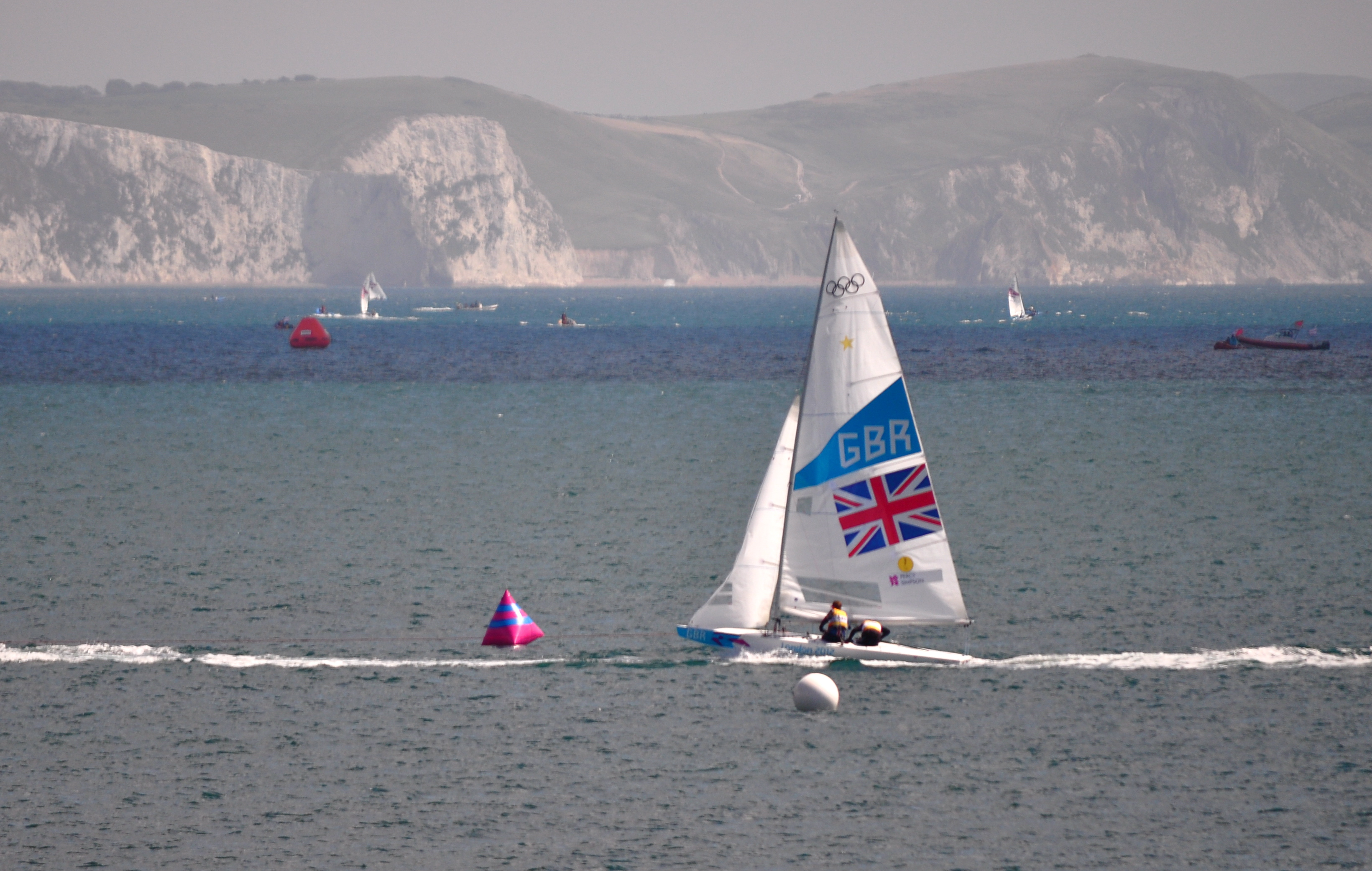
ایین پرسی و اندرو سیمپسون فقید در بازی‌های المپیک 2012 در ویموث به رقابت پرداختند.

اندرو سیمپسون (انگلیسی: Andrew Simpson; ۱۷ دسامبر ۱۹۷۶ – ۹ مهٔ ۲۰۱۳) قایقران قایق بادبانی اهل بریتانیا بود.